# Edmond De Pratere
Pour les articles homonymes, voir De Pratere.
Edmond De Pratere, né à Courtrai, le 26 mai 1826 et mort à Bruxelles le 12 septembre 1888, est un peintre belge connu pour ses paysages et ses représentations animalières.
Récipiendaire d'une médaille d'or au Salon de Bruxelles de 1878, il expose régulièrement aux Salons triennaux en Belgique, et au Salon de Paris.
Ses œuvres sont conservées dans plusieurs musées belges, en France, au Royaume-Uni et également en Australie. Le Musée d'Ixelles est créé en 1892, grâce au don de la collection d'art d'Edmond De Pratere.

## Biographie

### Famille
Edmond (Edmond Joseph) De Pratere, né à Courtrai le 22 février 1823, est le fils de Juste Joseph Bernard De Pratere (1789-1836), huissier, natif de Courtrai, et de Ludivine Eugénie Vincent (1784), native de Lille, où ils se sont mariés le 19 août 1811. Son frère aîné est Henri De Pratere (1815-1890), artiste peintre.

### Formation
Élève de son frère aîné Henri qui lui donne ses premières leçons de dessin et de peinture, Edmond De Pratere devient, en 1841, étudiant à l'Académie des beaux-arts de Courtrai, où il étudie notamment les arts décoratifs. La ville lui décerne, en 1850 et 1851 une médaille d'or, à l'issue d'une exposition et d'un concours. Il devient ensuite l'émule de Louis Robbe qui l'initie à la peinture animalière. Son talent demeure personnel, robuste et vivant.

### Carrière

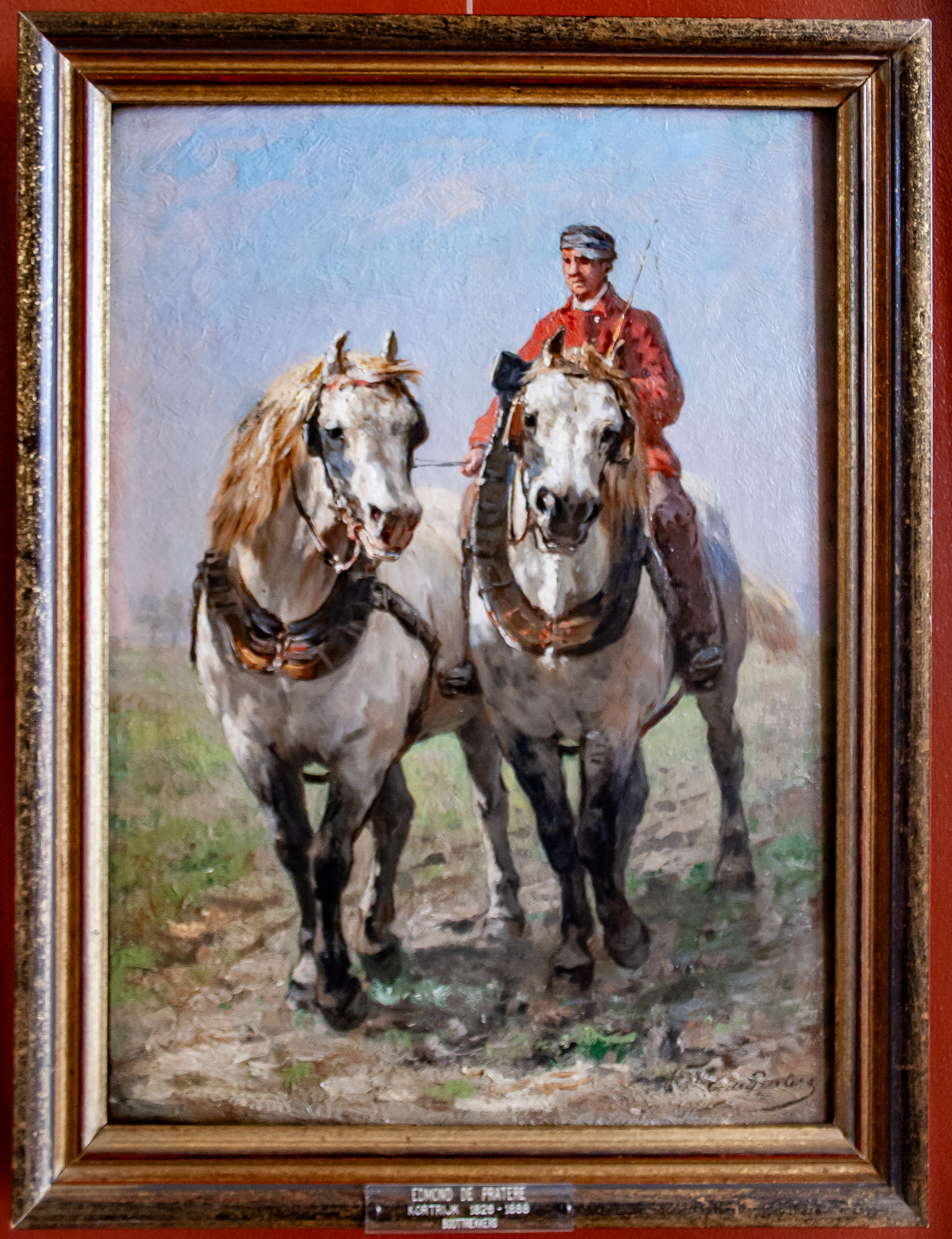
Haleurs de bateaux.

Pour la première fois, Edmond De Pratere expose au Salon de Bruxelles de 1851 une peinture intitulée Vue prise en Flandre. Il expose à au moins 30 expositions triennales belges. De 1861 à 1882, il est présent à douze reprises aux Salons de Paris.
Edmond De Pratere effectue, à partir de 1861, plusieurs voyages qui le conduisent en France, dans les environs de Paris et dans la forêt de Fontainebleau, en Grande-Bretagne, en Écosse, en Autriche-Hongrie. En Europe, il vend ses toiles à plusieurs amateurs de renom tels le comte Paul Esterházy à Vienne et le comte Albrecht von Kaunitz à Prague.
Il s'établit rue Godecharle à Ixelles en 1876. Lors du Salon de Bruxelles de 1878, il obtient une médaille d'or pour Bœufs du Morbihan et Chevaux de relais. Au Salon de Bruxelles de 1887, le roi Léopold II acquiert Chevaux de labour qu'Edmond De Pratere expose.
Edmond De Pratere, célibataire, meurt, à l'âge de 62 ans, avenue Victoria no 1, à Bruxelles, le 12 septembre 1888. Il est inhumé, selon ses vœux, sans cérémonie, en grande simplicité. Quelques amis viennent prendre le corps à la maison mortuaire, afin de le conduire à la gare du Nord, le défunt étant ensuite inhumé à Courtrai, sa ville natale. Parmi, l'assistance, figurent des personnalités politiques, et des artistes tels Ernest Slingeneyer, Charles Hermans, Edmond De Schampheleer, Victor Horta, André Hennebicq, François Roffiaen et Auguste Serrure,.

## Œuvre

### Caractéristiques

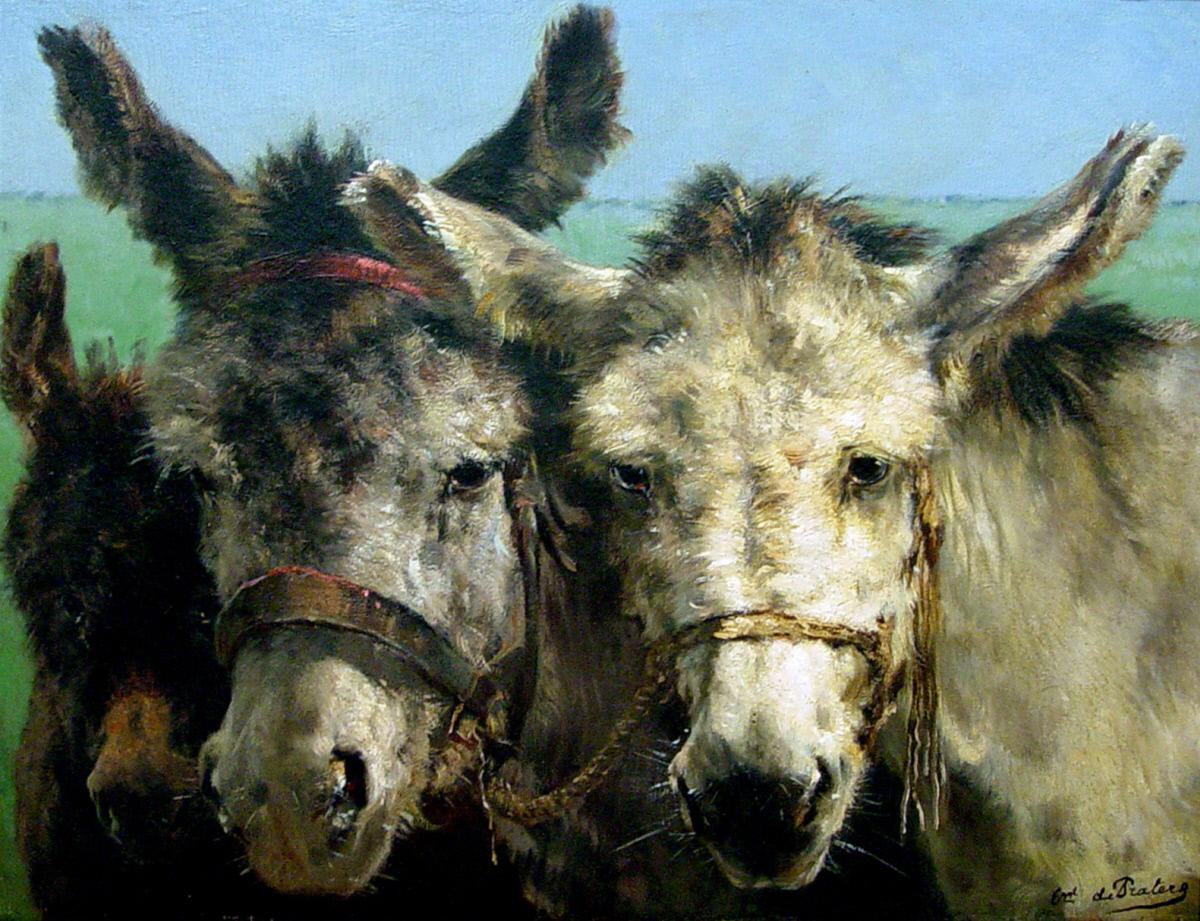
À la fin du jour, Reading Museum.

Son champ pictural évolue et couvre d'abord les paysages enrichis, à partir de 1856, par des représentations animalières qu'il réalise en plein-air : chevaux, vaches et chiens. La ville de Courtrai compte bon nombre de peintres animaliers. Le plus célèbre étant Louis Robbe, suivi par Edmond De Pratere, Vincent De Vos, les frères Edouard et Constant Woutermaertens et Aimé Velghe. En 1859, la critique estime qu'Edmond De Pratere est un artiste qui touche à la maturité du talent. Ses tableaux sont des œuvres de maître. Il y a du Troyon dans Le Carrousel campagnard et La Foire aux chevaux qui marquent un immense progrès dans sa manière et attestent de la sureté de son procédé. On le voit maître de son pinceau.
Il s'attache à placer dans ses tableaux davantage d'air et de lumière. Ses nombreuses toiles ont souvent comme terrain la campagne de Furnes-Ambacht, dont les animaux forts et sains sont ses modèles. Il excelle dans la peinture des ânes, dont il rend avec talent la douce mélancolie. 
Les écrivains Théophile Gautier et Adolphe Siret adressent de nombreux éloges au peintre lorsqu'il expose au Salon de Paris de 1861.

### Expositions

#### Belgique

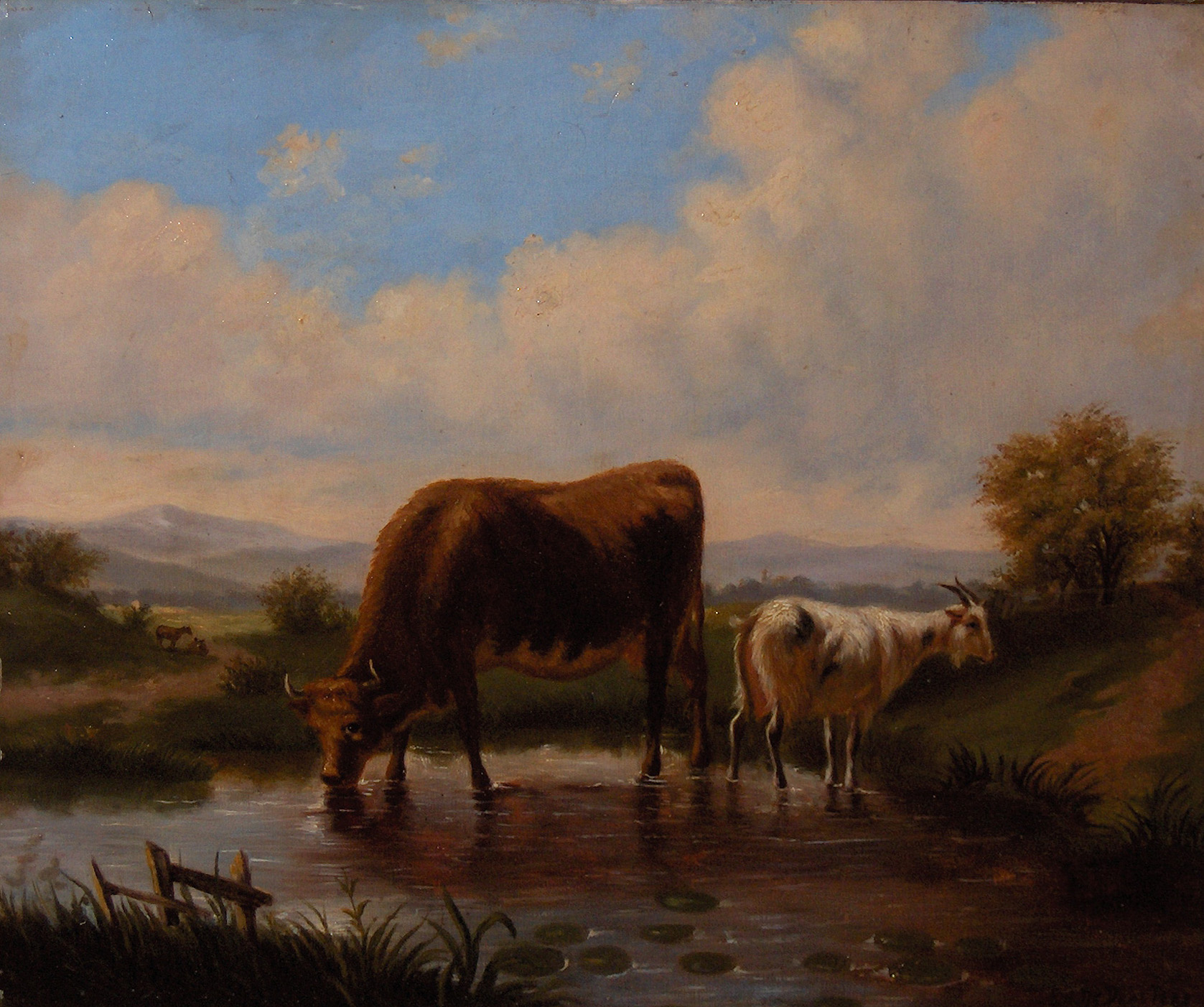
Paysage avec vache et chèvre.

- Salon de Bruxelles de 1851 : Vue prise en Flandre[8].
- Salon d'Anvers de 1852 : Paysage accidenté[9].
- Salon de Gand (XXIIe) de 1853 : Paysage[10].
- Salon de Bruxelles de 1854 : Une clairière[11].
- Salon de Gand (XXIIIe) de 1856 : Site champêtre avec animaux[12].
- Salon de Bruxelles de 1857 : Bœufs de labour[13].
- Salon de Bruxelles de 1860 : Rage impossible, Le Repos, Entrée du bétail au marché et un dessin[14].
- Salon d'Anvers de 1861 : L'Entrée en chasse[15].
- Salon de Gand (XXVe) de 1862 : Arrivée du bétail dans la prairie, Le Bain après le labeur et La Chute des feuilles[16].
- Salon de Bruxelles de 1863 : The fox hound's[17].
- Salon d'Anvers de 1864 : trois peintures : Les Vaches laitières, Le Repos. Agneaux et moutons et Coin d'une ferme.Chevaux et quatre fusains : Paysage et animaux (trois œuvres) et L'Attente. Meute de chiens[18].
- Salon de Bruxelles de 1866 : Pêcheurs de crevettes habitant les dunes de la Flandre occidentale, Vaches laitières, Chiens courants, suivant la piste et Pâturage[19].
- Salon d'Anvers de 1867 : Attelage de fermier et Cour de ferme[20].
- Salon de Gand (XXVIIe) de 1868 : Fisch pont Bridge, Chiens courants sous bois, Intérieur d'un parc anglais, Pâturage entre Hull et Beverley et Le Retour du farinier[21].
- Salon d'Anvers de 1870 : Cour de ferme au Veurne-Ambacht, Écurie aux juments poulinières et Vaches au pâturage[22].
- Salon de Gand (XXVIIIe) de 1871 : Pêcheurs de crevettes attendant la marée basse, Berger et moutons dans les dunes, Jeune bétail et moutons au repos. Pâturage dans le Furnes-Ambacht, Chevaux au pâturage et Vaches laitières[23].
- Salon de Bruxelles de 1872 : Chevaux à l'abreuvoir, Taureau et vache de Durham et Bœufs du Furnes-Ambacht[24].
- Salon d'Anvers de 1873 : Une scène de débordement de l'Yser et Hivernage de jeunes chevaux de labour[25].
- Salon de Gand de 1874 (XXIXe) : Chevaux de pêcheurs de crevettes, Meute de chiens courant sur la piste d'un lièvre, Bœufs attaquant des chasseurs et des chiens dans les pâturages du Furnes-Ambacht et Bœufs en pâture[26].
- Salon de Bruxelles de 1875 : Chiens courants sous bois et Scène de débordement de l'Iser[27].
- Salon d'Anvers de 1876 : Intérieur de ferme au Veurne Ambacht, au moment du départ des laboureurs pour les champs et Valets de chiens au rendez-vous de chasse[28].
- Salon de Gand (XXXe) de 1877 : Vue prise au pied de Ben-Nevis (Écosse), Deux chiens d'arrêt et Un commissionnaire de ferme au Furnes Ambacht, dit « Taupe de cuisine »[29].
- Salon de Bruxelles de 1878 : Bœufs du Morbihan et Chevaux de relais .
- Salon d'Anvers de 1879 : Chiens pointer[30].
- Salon de Gand (XXXIe) de 1880 : Ânesse et son ânon et Attelage de charbonnier de Bruxelles[31].
- Salon de Bruxelles de 1881 : Attelage de charbonnier de Bruxelles et Ânesse et son ânon. Le sculpteur Antoine Van dern Kerckhove, dit Nelson, présente un buste en plâtre d'Edmond De Pratere[32].
- Exposition des Beaux-Arts de Courtrai de 1881 : Juments poulinières en pâture et Chiens pointers[33].
- Salon de Gand de 1883 (XXXIIe) : Valet de chien au rendez-vous de chasse et Farniente. Ânes en pâture[34].
- Salon de Bruxelles de 1884 : Un Groupe d'ânes[35].
- Salon de Gand de 1886 (XXXIIIe) : Effet de neige. La Porte de Namur à Bruxelles[36].
- Salon de Bruxelles de 1887 : Le Rendez-vous avant l'entrée en chasse et Chevaux de labour au repos[37].

#### France
- Salon de Paris de 1861 : Le Repos, paysages et animaux[38].
- Salon de Paris de 1863 : Vaches laitières[38].
- Salon de Paris de 1865 : Les Pêcheurs de crevettes ; côtes de la Flandre occidentale et Pâturages en Flandre[38].
- Salon de Paris de 1866 : Attelage de boeufs passant un gué et Animaux dans un chemin[38].
- Salon de Paris de 1867 : L’Attelage du farinier et Bœufs et moutons sortant d'un bois[38].
- Salon de Paris de 1868 : Relais de chiens sous bois[38].
- Salon de Paris de 1869 : Fisch-Pond-Brigde, Yorkshire (Angleterre)[38].
- Salon de Paris de 1870 : Porte extérieure de l’ancienne Abbaye de Wevelghem (Flandre occidentale)[38].
- Salon des Refusés de 1873 : Prise le lièvre et Chevaux de laboureur[38].
- Salon de Paris de 1877 : Valets de chiens, au rendez-vous de chasse et Chiens d'arrêt[38].
- Salon des artistes français de 1881 : L'Ânesse et son ânon[38].
- Salon des artistes français de 1882 : Attelage de brasseur à Bruxelles[38].

### Collections muséales

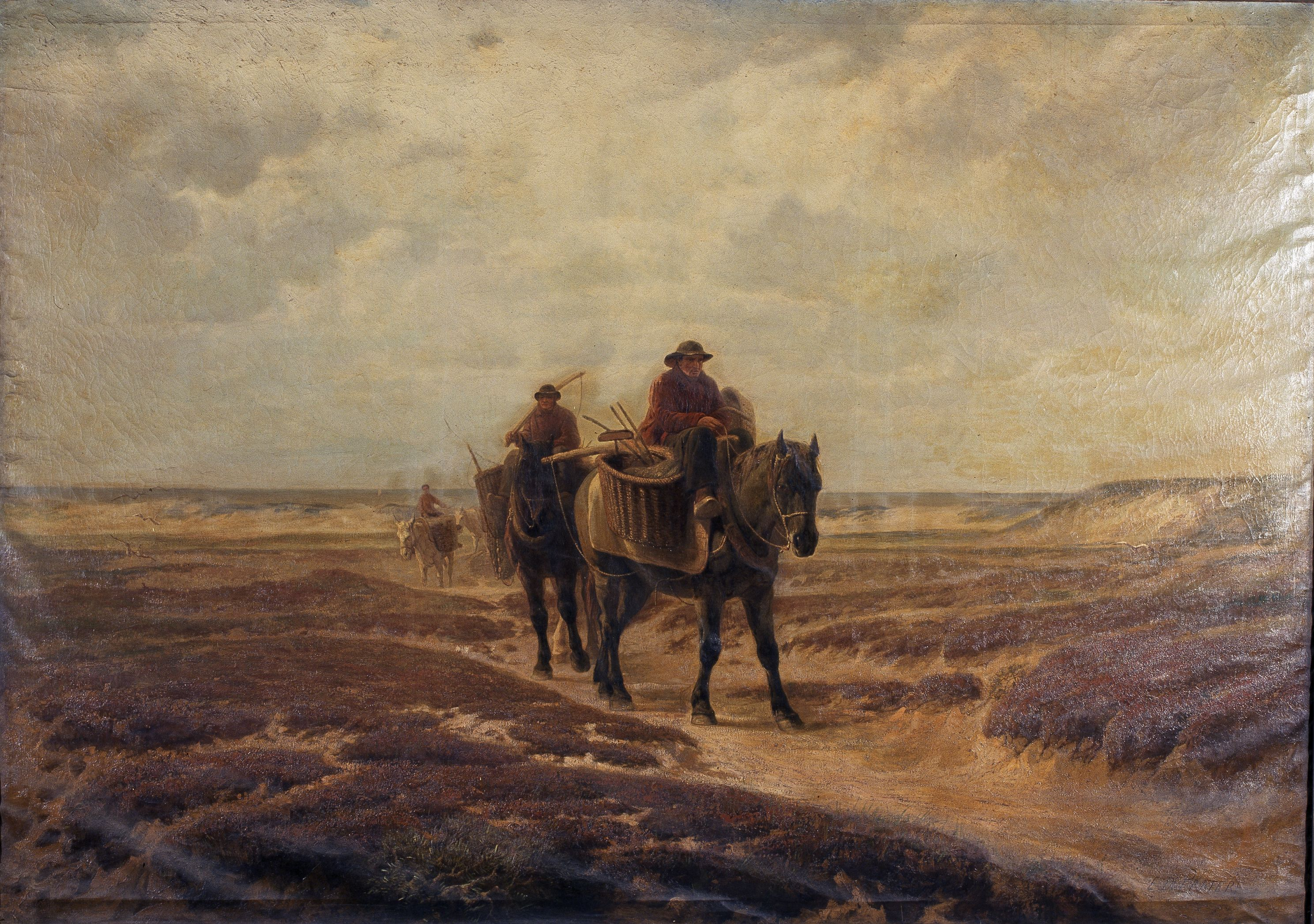
Pêcheurs de crevettes (1867), Musée des Beaux-Arts de Gand.

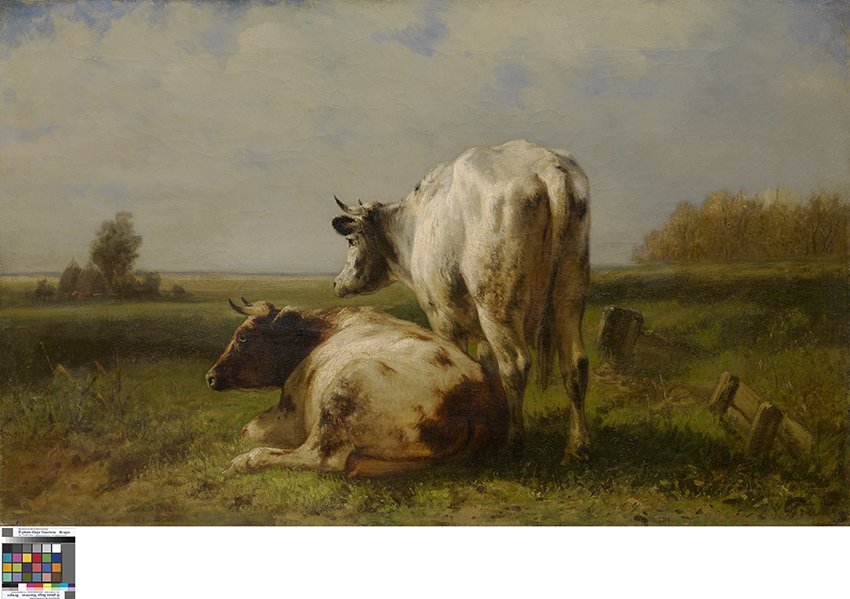
Vaches dans le pré, Musée Groeninge.

- Musées royaux des Beaux-Arts de Belgique (Bruxelles) : Âne dans un champ, Étude d'ânes, L'Attelage et Marché au bétail à l'abattoir de Bruxelles, dons d'Eugénie De Pratere[39].
- Musée d'Ixelles : La Porte de Namur sous la neige[40].
- Musée des Beaux-Arts de Gand : Pêcheurs de crevettes (1867), peinture à l'huile, format 325 × 226 cm inventaire no 1868-D, acquis en 1867[41].
- Musée M : L'Équipage (1885), peinture à l'huile, format 99 × 147,5 cm[42].
- Musée Groeninge (Bruges) : Vaches dans le pré, peinture à l'huile, format 66,5 × 105,5 cm inventaire no 0000.GRO0048.I[43].
- Palais des Beaux-Arts de Lille : Paysage avec animaux (avant 1868), huile sur toile, format 35 × 54 cm inventaire no P 921[44].
- Reading Museum, Reading, Royaume-Uni : À la fin du jour (avant 1882), huile sur bois, format 61 × 75,6 cm inventaire no 1917.10.1[45].
- Lancaster Maritime Museum : Bétail et berger (1860), huile sur toile, format 83,5 × 118 cm inventaire no LANLM.1899.2, acquis de Sir Thomas Storey en 1898[46].
- Galerie d'art d'Australie-Méridionale : Chevaux de poste par temps de neige (1878)[47].

## Honneur
- Chevalier de l'ordre de Léopold (4 mai 1881)[48].

## Postérité
Le Musée d'Ixelles est créé en 1892, grâce à l'importante donation d'objets d'art d'Edmond De Pratere, consentie à la commune d'Ixelles par Eugénie De Pratere, la sœur de l'artiste défunt. Il est ensuite enrichi par les dons successifs d'autres artistes.